# Perfect Dark
Perfect Dark ist der Name einer Serie von Videospielen aus dem Ego-Shooter-Genre, die auf verschiedenen Konsolen erschienen ist. Der erste Teil erschien im Mai 2000 in den USA für das Nintendo 64. In Europa, einschließlich des deutschsprachigen Auslandes, folgt die Veröffentlichung im Juni desselben Jahres. In Deutschland verzichtete Nintendo auf eine Veröffentlichung aufgrund der Sorge um eine Indizierung wie beim Vorgängerspiel. In Japan kam das Spiel im Oktober auf den Markt. Nahezu gleichzeitig mit der Nintendo-64-Version erschien eine Fassung für den Game Boy Color. 2005 wurde schließlich der Nachfolger, der ein Prequel darstellt, Perfect Dark Zero für die Xbox 360 veröffentlicht.
Die Spiele wurden vom englischen Entwicklerstudio Rare entworfen, die Veröffentlichung der N64- und der GBC-Version erfolgte durch Nintendo, die der Xbox-360-Version durch Microsoft.
Seit dem 17. März 2010 ist Perfect Dark auch für die Xbox 360 (via XBLA) erhältlich. Im Jahr 2015 erschien für die Xbox One eine Spielesammlung mit Rare-Titeln genannt Rare Replay, hier enthalten sind die XBLA-Fassungen von Perfect Dark sowie Perfect Dark Zero.
Im Dezember 2020 wurde ein Reboot der Serie für Xbox Series X/S und PC angekündigt, das von dem Microsoftstudio The Initiative entwickelt wird.

## Nintendo 64
Perfect Dark ist eine quasi Fortsetzung zu Rares erfolgreichem Spiel GoldenEye 007. In Perfect Dark schlüpft der Spieler in die Rolle von Geheimagentin Joanna Dark.
Verbesserungen der GoldenEye-Engine beinhalten einen zweiten Feuermodus für jede Waffe, die Fähigkeit, Absätze hinunterzuspringen/-fallen, und die Möglichkeit, Gegner zu entwaffnen. Diese Verbesserungen benötigten mehr Arbeitsspeicher und so war das N64 Expansion Pak nötig um alle Features des Spiels nutzen zu können (unter anderem auch den Einzelspieler-Modus). Wie im Vorgänger, wurden die Köpfe der Gegner per Zufall gewählt, wenn ein Level geladen wurde. Auch die Körpergröße der Gegner wird jedes Mal um einige Dezimeter neu berechnet.

## Game Boy Color
Im selben Quartal erschien auch ein 2D-Spiel namens Perfect Dark für den Game Boy Color (GBC). Die beiden Spiele konnten mit Hilfe des N64/Game Boy Transfer Paks Daten austauschen, wodurch man einige Cheats freischalten konnte. Trotz des nahezu gleichzeitigen Erscheinens, erreichte das GBC-Spiel nicht die Qualität der N64-Version, was sich auf die Verkaufszahlen auswirkte. Ebenso kollidiert die Handlung des GBC-Spiels an einigen Stellen mit der des N64-Spieles. Allerdings hatte auch das GBC-Spiel einen umfassenden Mehrspieler-Modus, der ein breites Spektrum der Optionen des Game Boy Colors ausschöpfte. Außerdem verfügt das GBC-Spiel über eine Sprachausgabe, was für die Plattform eine Ausnahme darstellte.

## Xbox 360
Rare veröffentlichte zum Erscheinungstermin der Xbox 360 Perfect Dark Zero, welches die Vorgeschichte um Joanna Dark und ihren Vater erzählt.

## Source Mod
2007 erschien eine Modifikation für Half-Life 2, die von Fans erstellt wurde.

## Reboot
Microsoft sicherte sich die Rechte an der Serie. Das hauseigene Studio The Initiative sollte zusammen mit Crystal Dynamics an eine Reboot der Marke arbeiten. Der Entwicklungsprozess kam nur schleppend voran. Am 2. Juli 2025 gab Microsoft im Zuge einer Entlassungswelle bekannt, dass das Studio The Initative geschlossen wird und die Arbeiten an Perfekt Dark nicht weiter fortgesetzt werden.

## Buchumsetzungen
Greg Rucka veröffentlichte 2005 den Roman Perfect Dark – Initial Vector, der im November 2006 auf Deutsch mit dem Titel Perfect Dark – Der Virus erschien. Im Mai 2007 erschien der Nachfolger wieder von Rucka verfasst unter dem Titel Perfect Dark – Second Front allerdings nur englisch.
- Perfect Dark – Der Virus, Band 1 von Greg Rucka, Heyne-Verlag, November 2006, ISBN 345352246X